# Chalais (Charente)
Chalais – miejscowość i gmina we Francji, w regionie Nowa Akwitania, w departamencie Charente.
Według danych na rok 1990 gminę zamieszkiwały 2172 osoby, a gęstość zaludnienia wynosiła 124 osób/km² (wśród 1467 gmin regionu Poitou-Charentes Chalais plasuje się na 129. miejscu pod względem liczby ludności, natomiast pod względem powierzchni na miejscu 483.).